# Bestuurseenheden van Zuid-Korea
De in totaal zeventien Bestuurseenheden van Zuid-Korea bestaan uit: negen provincies (genaamd do), zes grote steden, één bijzondere stad en één speciale autonome stad. Deze bestuurlijke indeling zorgt ervoor dat niet slechts het gehele land opgedeeld is in provincies, maar dat tevens de belangrijke grote steden zelfstandige bestuurseenheden zijn geworden.

## Provincies

De bestuurseenheden in Zuid-Korea

De do (도) zijn provincies en daarvan bestaan er negen:
8) Gyeonggi-do
9) Gangwon-do
10) Chungcheongbuk-do
11) Chungcheongnam-do
12) Jeollabuk-do
13) Jeollanam-do
14) Gyeongsangbuk-do
15) Gyeongsangnam-do
16) Jeju-do

## Steden

### Teukbyeolsi
Er bestaat een teukbyeolsi (특별시) hetgeen vertaald wordt met bijzondere stad en dat is 
1) Seoel.

### Gwangyeoksi
De gwangyeoksi (광역시) zijn grote steden en daarvan bestaan er zes:
2) Busan
3) Daegu
4) Incheon
5) Gwangju
6) Daejeon
7) Ulsan

### Teukbyeol-jachisi
De teukbyeol-jachisi (특별자치시) is de speciale autonome stad Sejong (17).